# Paul Crane
(en) Statistiques sur pro-football-reference
Paul Edward Crane, né le 29 janvier 1944 à Pascagoula et mort le 1er novembre 2020, est un joueur et entraîneur américain de football américain.

## Biographie

### Enfance
Crane étudie à la Vigor High School de Prichard dans l'Alabama et reçoit les honneurs All-State, décernés aux meilleurs joueurs de l'État de l'Alabama, en 1961 comme linebacker et centre,.

### Carrière

#### Université
En 1962, Crane fait son entrée à l'université de l'Alabama et joue pour l'équipe de football américain de 1963 à 1965, remportant deux titres de champion national avec le Crimson Tide en 1964 et 1965,. Il figure également dans la sélection des meilleurs joueurs de la Southeastern Conference (SEC) en 1964 et 1965 et décroche le titre d'All-American en 1965.

#### Professionnel
Paul Crane n'est sélectionné par aucune équipe lors de la draft 1966 de la NFL ou sur celle de l'AFL. Il s'engage, comme agent-libre non drafté, avec les Jets de New York et dispute trois saisons comme remplaçant, remportant tout de même le Super Bowl III. Après huit matchs comme titulaire en 1969, il retombe dans un poste de remplaçant et dispute, au total, sept saisons sous le maillot des Jets, étant désigné joueur des Jets le plus populaire en 1970.
Non conservé à l'aube de la saison 1973, il revient en NCAA et devient entraîneur assistant pour le Crimson Tide de l'Alabama puis pour les Rebels d'Ole Miss. Paul Crane est même introduit au temple de la renommée sportive de l'Alabama. 